# 役務商標マーク
役務商標マーク（えきむしょうひょうマーク、℠）は、上付きの大文字の"SM"で表される記号であり、その前に記された名称が役務商標（サービスマーク）であることを示す。アメリカ合衆国で使用される。サービスマーク記号などとも言う。
通常は米国特許商標庁に未登録のサービスマークに使用される。登録されたサービスマークには、商品の登録商標に使用されるのと同じ登録商標マーク（®）が使用される。
UnicodeではU+2120 ℠ service markが割り当てられている。登録商標マークと違い、Microsoft Windowsで役務商標マークを簡単に入力する方法はないが、組み込みの文字コード表アプリケーションで入力が可能である。Microsoft Outlook・Wordなどでは、2120とAlt-Xを押す。macOSでは、文字ビューア(Character Palette)を使用して記号を挿入できる。Linuxでは、Composeを押してからsを押し、最後にmを押すことで挿入できる。

## 符号位置
| 記号 | Unicode |  | 文字参照         | 名称                        |
| ---- | ------- |  | ---------------- | --------------------------- |
| ℠    | U+2120  |  | &#x2120; &#8480; | サービスマーク Service mark |